# A Goya
A Goya – pomnik upamiętniający hiszpańskiego malarza Francisca Goyę (1746–1828). Został wykonany w 1984 roku z blachy żelaznej przez artystę José Gonzalva Vivesa. Znajduje się w dzielnicy Eixample w Barcelonie.
Rzeźba stoi na ukośnym placu znajdującym się w zbiegu ulic przy skrzyżowaniu alei de Roma, ulic de Aragón i de Casanova, na którym znajduje się także fontanna – dzieło Frederica Marèsa Fuente del Gallo z 1925 roku. 
José Gonzalvo (1929–2010), podobnie jak Goya, pochodził z Aragonii. Otrzymał zamówienie na pomnik malarza, gdyż wcześniej wykonał już jego popiersie dla rodzinnej miejscowości Goi, Fuendetodos. Inicjatorem i sponsorem barcelońskiej rzeźby było Centro Aragonés de Barcelona – centrum kultury zrzeszające Aragończyków mieszkających w Barcelonie. Stąd napis na tablicy głosi: «Aragończycy F. Goi, 1984. Goi, światowemu i aragońskiemu, hołd dla człowieka, który kochał wolność i godność ludzką, Barcelona, czerwiec 1984». Pomnik został odsłonięty 9 czerwca 1984 roku przez burmistrza Barcelony, Pasquala Maragalla.
Rzeźba wykonana jest z żelaznej blachy, w abstrakcyjnym stylu opartym o geometryczny rozkład figur. Użyte zostały podstawowe formy, które stwarzają intensywny efekt światła i cienia, co wskazuje na wpływ rzeźbiarzy takich jak Julio González i Pablo Gargallo. Artysta został ukazany z atrybutami swojego zawodu – paletą i pędzlem. Na piedestale widoczna jest postać z obrazu Goi pt. Rozstrzelanie powstańców madryckich – skazaniec w białej koszuli z uniesionymi w dramatycznym geście ramionami. Umieszczone obok niego dwie maski symbolizują cierpienie ludu.